# Tella-Sin
Tella-Sin – gmina w Hiszpanii, w prowincji Huesca, w Aragonii, o powierzchni 90,33 km². W 2011 roku gmina liczyła 263 mieszkańców.